# Адам-стиль

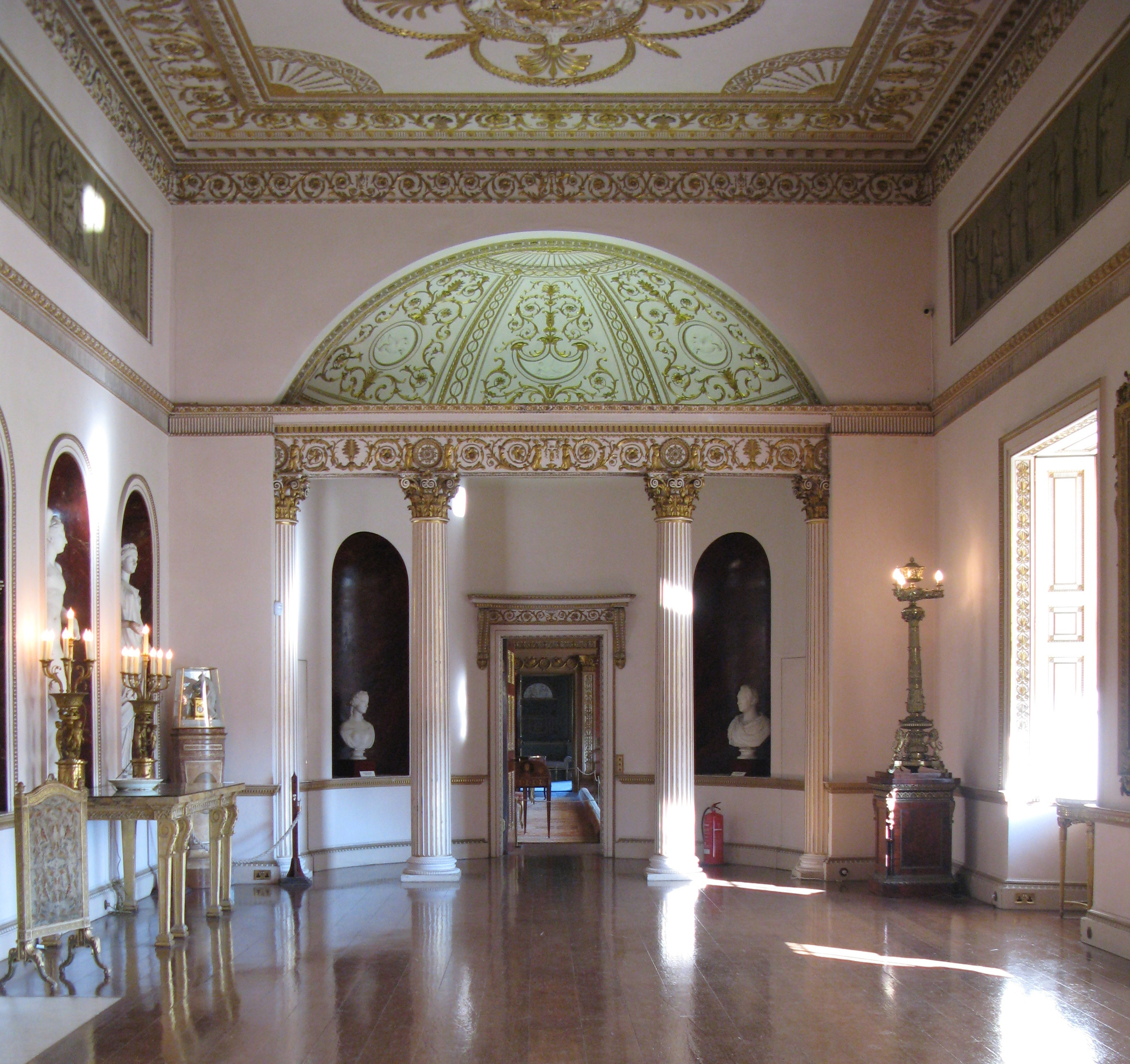
Сайон-хаус. Вестибюль. 1765—1769. Проект Р. Адама. Лондон

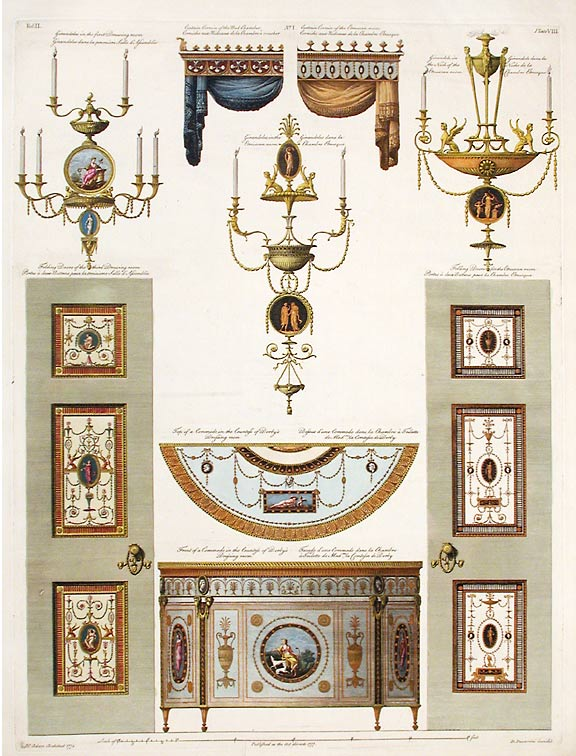
Детали оформления интерьера Дерби-хаус. Лондон. Из альбома проектов Р. Адама. 1777

Адам-стиль, или «Стиль братьев Адам», устар.: Адамов стиль (англ. Adam Style) — неоклассический стиль проектирования и оформления архитектурного интерьера, сложившийся в XVIII веке под влиянием творчества трёх шотландских архитекторов, братьев: Роберта (1728—1792), Джеймса (1732—1794) и Джона (1721—1792) Адамов. В хронологическом и стилевом отношениях соотносится с позднегеоргианским стилем (Late Georgian), или стилем времени правления короля Великобритании Георга III из Ганноверской династии (1760—1801).
Братья Адам основали в 1767 году в Лондоне проектную фирму «Адельфи». В своей работе они стремились к комплексному архитектурному проектированию: общим планировочным решениям, согласованным с оформлением интерьеров: стены, потолки, камины, мебель, светильники — всё должно было отвечать единому стилю. В этой концепции важная формообразующая роль отводилась орнаментам: братья были не только архитекторами-проектировщиками, но и умелыми рисовальщиками-орнаменталистами.
В интерьерах, созданных братьями Адам, вся мебель была спроектирована по индивидуальному заказу, чтобы соответствовать оформлению комнат. Рисунок портьер или напольных ковров часто соответствовал лепному декору стен или лучеобразным узорам потолка наверху, а другие детали интерьера, включая светильники, зеркала и дверные ручки, также повторяли и варьировали основные мотивы архитектурного проекта. Братья Адам стремились преодолеть прежнюю, характерную для раннего английского палладианства, изолированность архитектурных объёмов. До нашего времени дошло немногое из созданного братьями Адам, но их деятельность была значима для развития английской архитектуры. Деятельность архитекторов фирмы «Адельфи» в британской историографии часто относят, вместе с творчеством лорда Бёрлингтона, У. Кента, Дж. Стюарта, к позднему палладианству и началу движения «классического возрождения» (Classical Revival).
Младший брат Джеймс разработал свою теорию «развития», или «движения», в архитектуре (Мovement in architecture), основанную на изучении древнеримских памятников, в которых сходные мотивы развиваются и повторяются с вариациями как в общей композиции здания, так и в мельчайших деталях снаружи и внутри. Сопоставляя размеры комнат и орнаментальные схемы, Джеймс Адам применил свою концепцию движения и к проектируемым интерьерам. Его стиль украшений, описанный Н. Певзнером как «классическое рококо» (имеется ввиду «моторный принцип» формообразования), опирался, в частности, на рисунки древнеримских гротесков.
Роберт Адам в течение пяти лет исследовал классическую архитектуру на юге Франции, в Италии и Далмации. Под руководством Шарля-Луи Клериссо он изучал античное искусство в крупнейших римских собраниях. Английские ценители прекрасного восторгались свободой, с которой он соединял классические элементы, прежде считавшиеся несовместимыми. Новаторский подход к компоновке знакомых архитектурных приёмов свидетельствовал о глубоком знании античной и ренессансно-барочной архитектуры. Прямое подражание проектам Палладио, типичное для поколения У. Кента и лорда Бёрлингтона, сменилось вольной трактовкой разнородных мотивов, более характерной для рококо и барокко, чем для строгого классицизма. Однако основные мотивы декора оставались неизменно классицистическими. В издании «Работы в архитектуре Роберта и Джеймса Адама» (Works in Architecture of Robert and James Adam, в 2-х т.: 1773—1778, 1779; третий том вышел в 1822 г.) братья заявили, что греко-римские образцы должны «служить моделями, которым мы должны подражать, и стандартами, по которым мы должны судить». Это издание оказало огромное влияние на творчество многих архитекторов-декораторов английского классицизма.
Множественность источников и гибкость вариационного метода композиции предопределила эклектичность стиля. Жермен Базен отмечал: «Источники творчества братьев Адам были различными: французская архитектура, античность, Ренессанс, что давало возможность разработать более гибкий, чем палладианский, стиль и потому подходящий для разных задач». Мастера фирмы «Адельфи» проектировали оформление интерьеров, изготавливали мебель в модных тогда «этрусском» и «помпейском» стилях под влиянием сенсационных находок в раскопках Геркуланума и Помпей. Роберт Адам вместе с итальянским художником М. Перголези составлял и выпускал в Лондоне сборники орнаментальных гравюр и эскизов мебели с «помпейскими мотивами». Сам он именовал свой стиль «этрусским», утверждая, что основным источником вдохновения для него были чёрнофигурные и краснофигурные вазы (в то время древнегреческие и италийские расписные керамические сосуды ошибочно считали этрусскими).
Для мастеров фирмы «Адельфи» и «стиля Адам» характерны тонкий лепной декор, круглые и овальные медальоны, росписи гризайлью, поясные орнаменты, изысканные гротески, построенные расходящимися из одной точки лучами — секторально или «канделябром» (вертикально), камины с рельефами под античность. За изысканные рисунки наборных паркетов Роберта Адама прозвали «королём деревянного набора».
Сходный стиль развивал другой ученик Клериссо в Риме — шотландский архитектор Чарлз Камерон, приглашённый в 1779 году в Россию императрицей Екатериной II для работ в Царском Селе.
С конца 1760-х годов «Стиль Адам» занял своё место в резиденциях высшего и среднего класса в Англии, Шотландии, России и в послереволюционных Соединённых Штатах Америки, где получил распространение схожий стиль, известный под названием «федеральная архитектура». С 1795 года «стиль Адам» стал вытесняться стилем английского Регентства и ампиром.

## Галерея

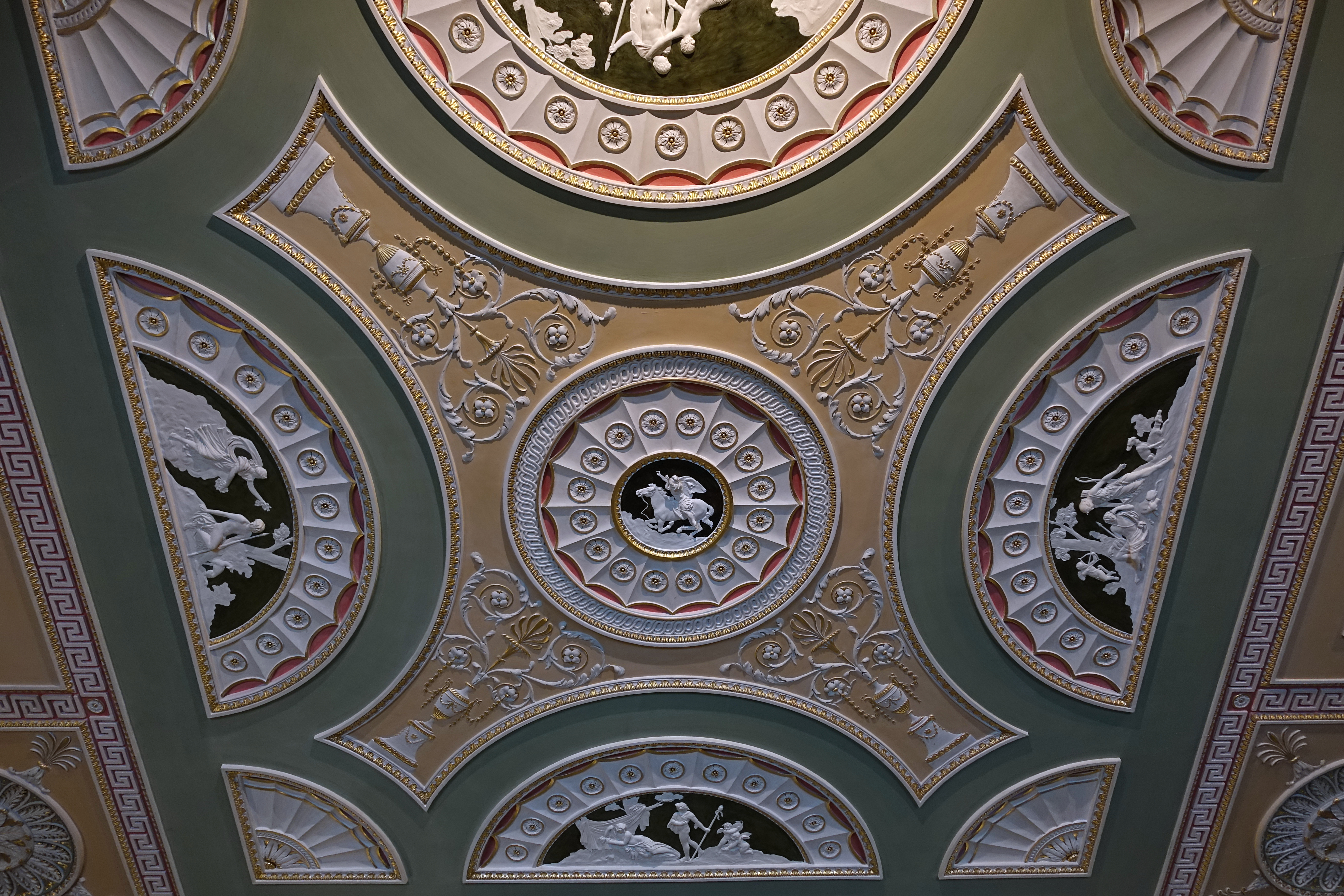
Харвуд-хаус. Западный Йоркшир. Плафон. 1770—1771
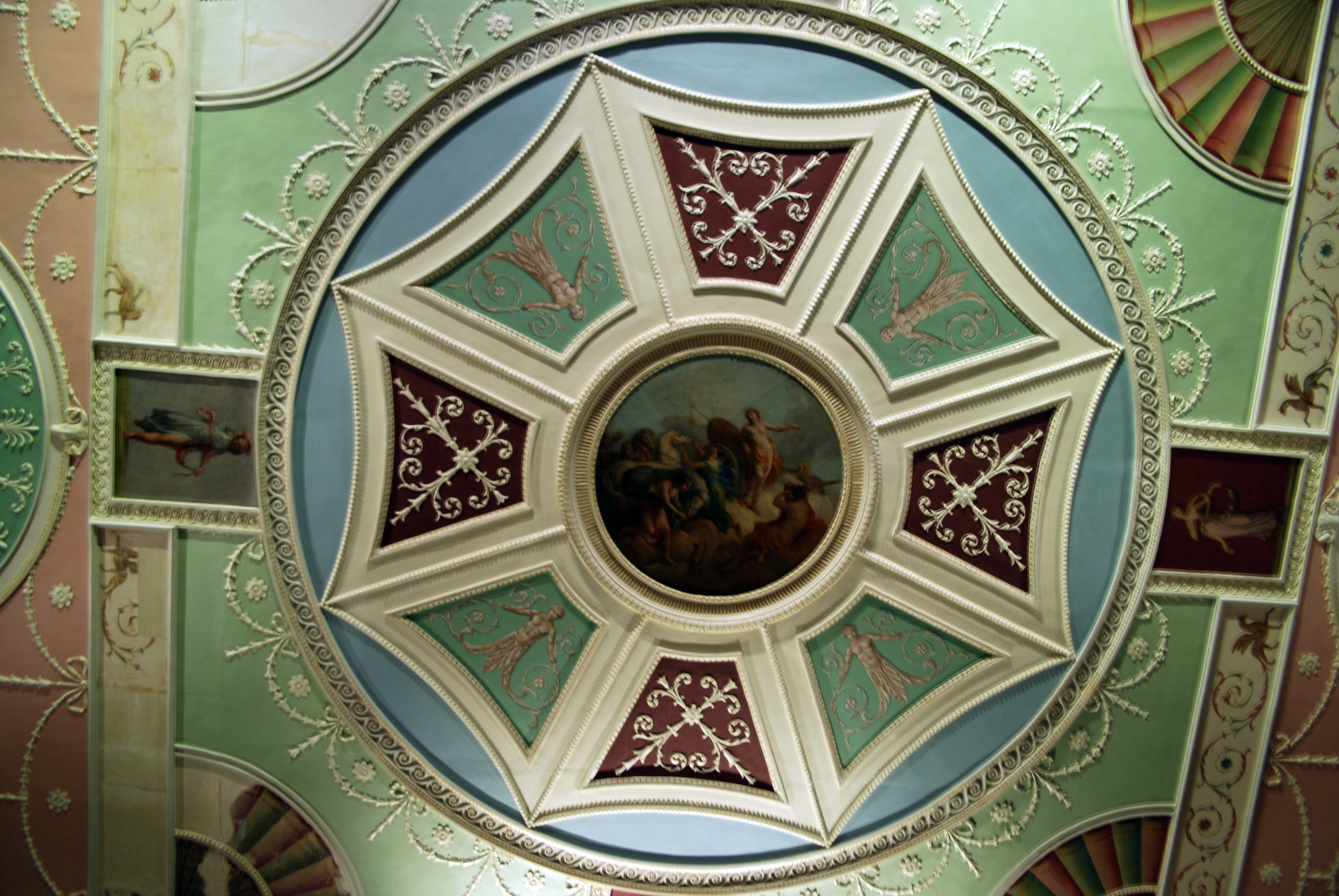
Плафон «Зала Аполлона и хор». Ок. 1771. Фирма «Адельфи». Музей Виктории и Альберта, Лондон
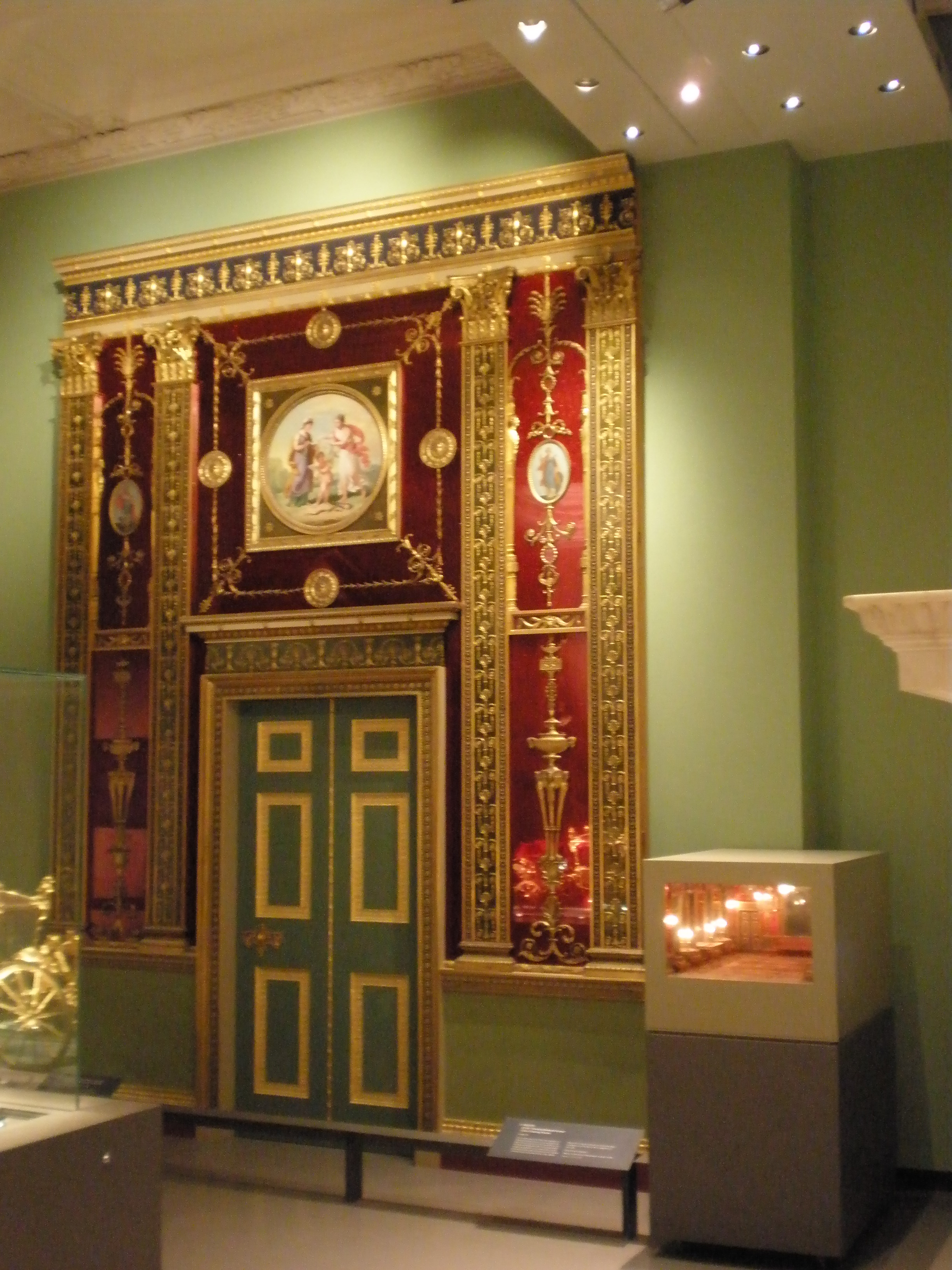
Деталь оформления «Glass Drawing Room» в Нортумберленд-хаус. Музей Виктории и Альберта, Лондон
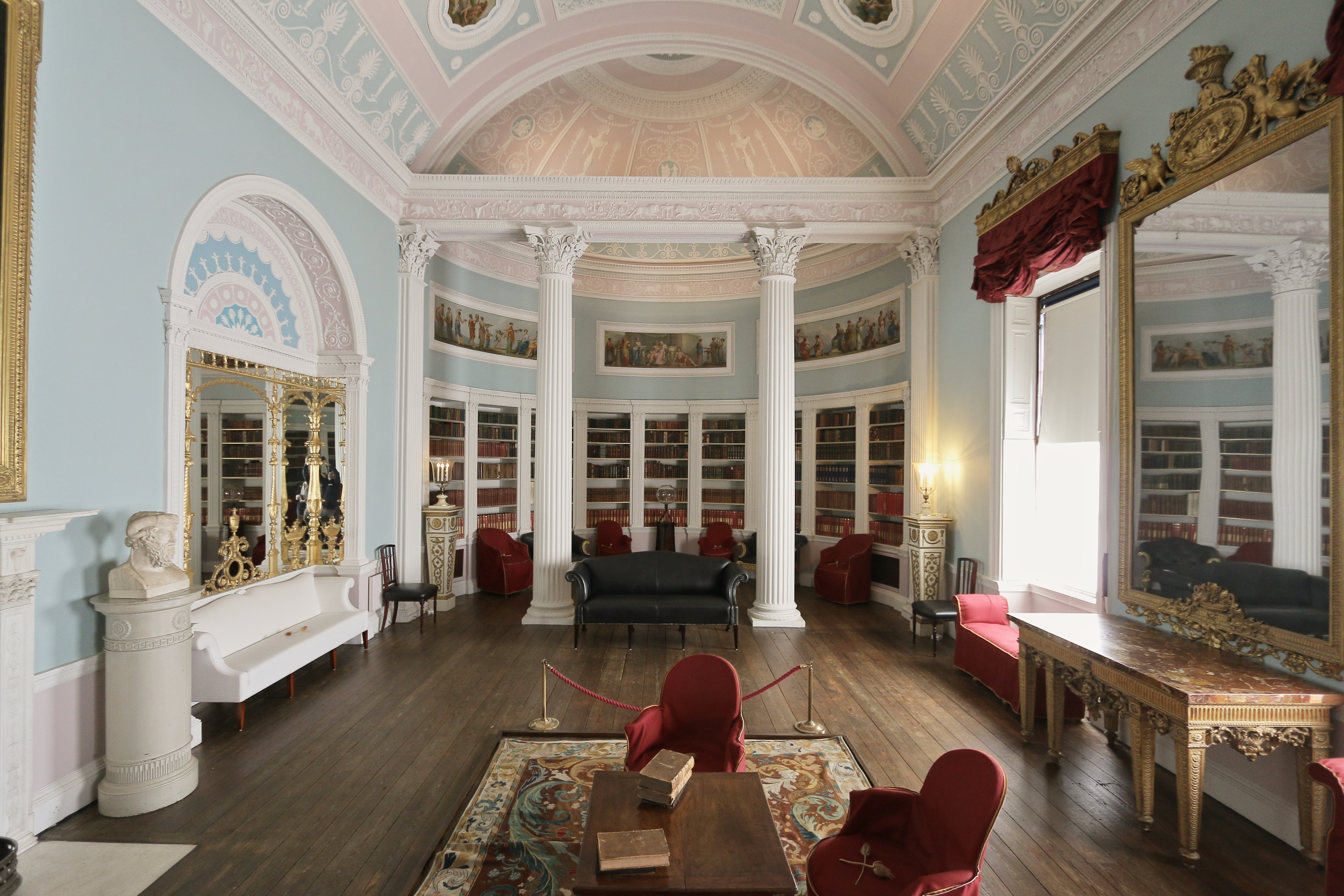
Kенвуд-хаус. Лондон. Библиотека. 1760-е гг.
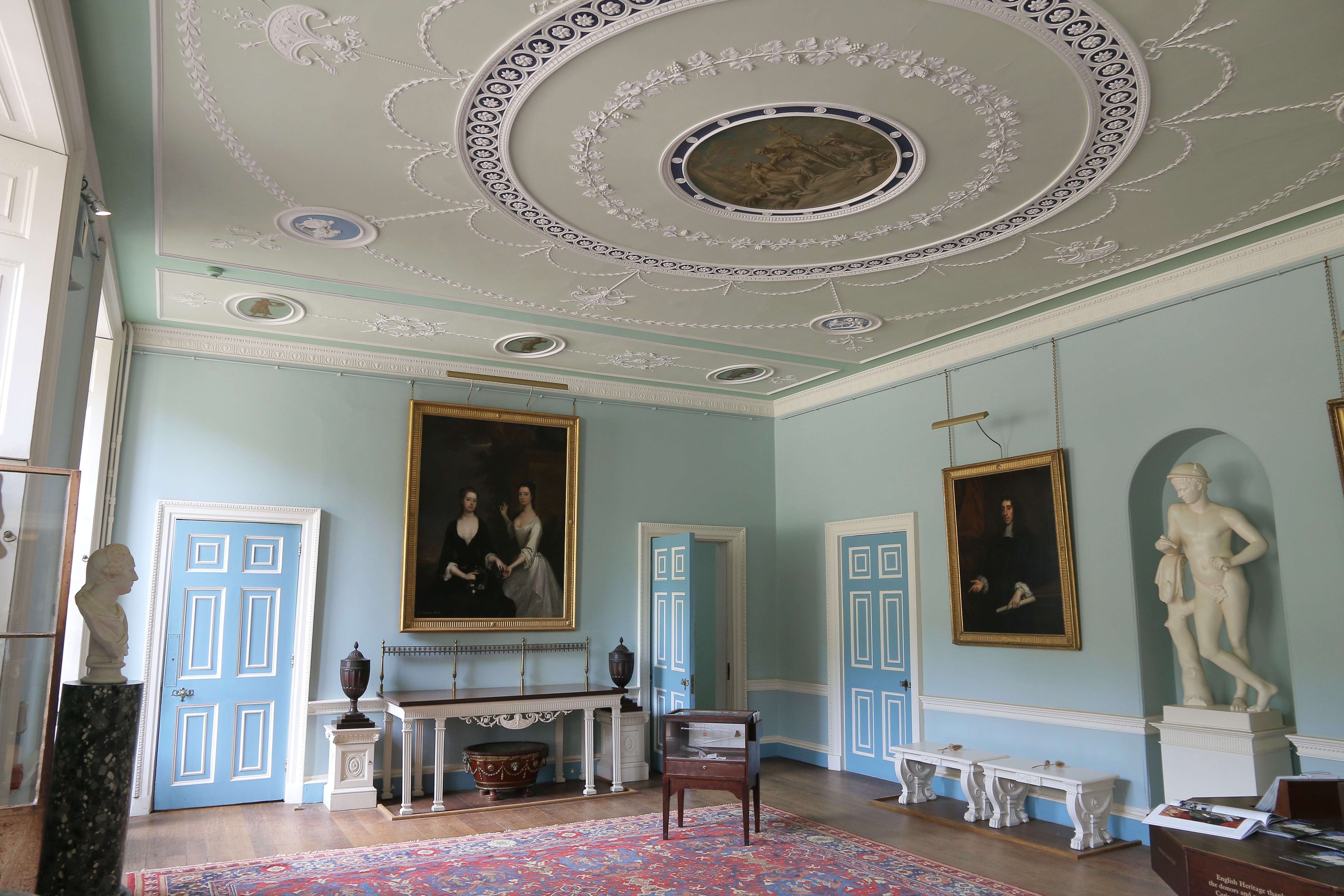
Kенвуд-хаус. Музыкальный салон
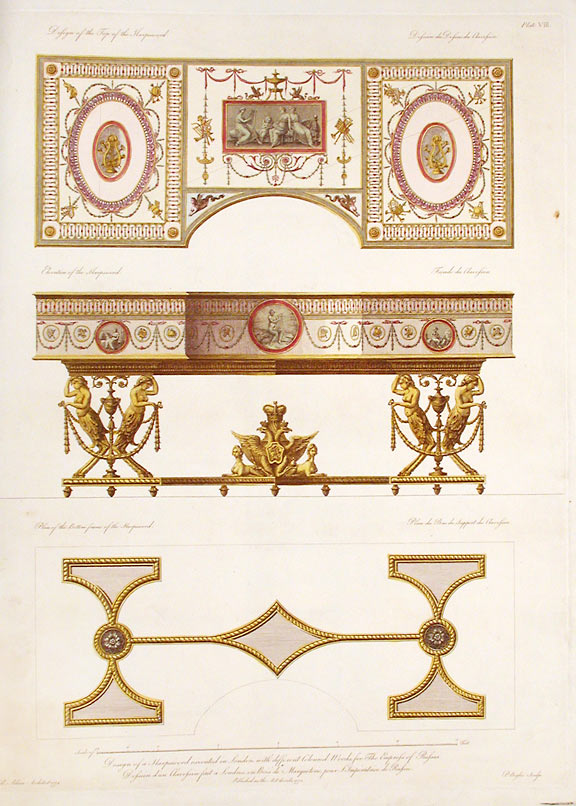
«Эскиз клавесина для императрицы России»
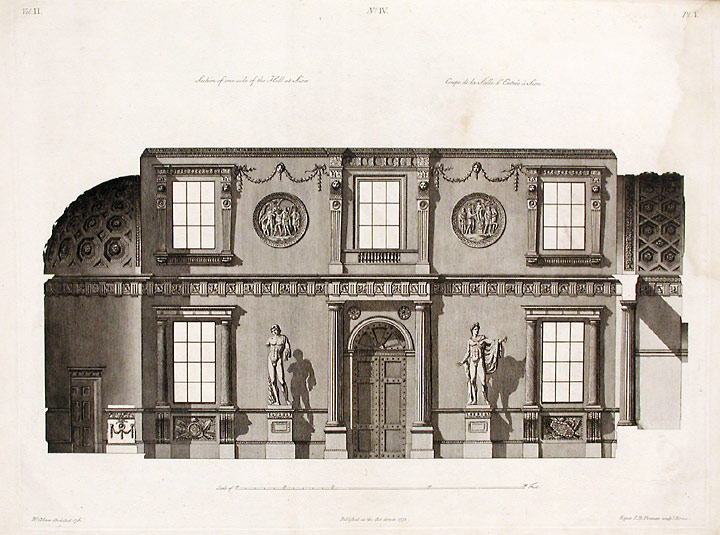
Проект зала в Сайон-хаус. 1778
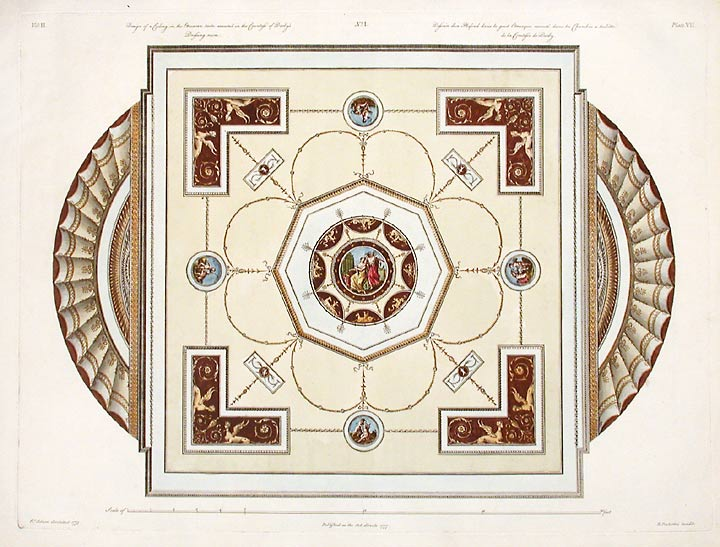
Проект плафона в Дерби-хаус. 1778